# Mauro Rabitti
(Diego Armando Maradona)
Mauro Rabitti (Scandiano, 5 febbraio 1958) è un allenatore di calcio, dirigente sportivo ed ex calciatore italiano, di ruolo centrocampista o attaccante.

## Carriera
Ala, ha giocato in Serie B con le maglie di Modena e Reggiana, totalizzando 67 presenze e 12 gol.
Dopo il ritiro intraprende la carriera di allenatore di società giovanili professionistiche e dilettantistiche, ricoprendo talvolta il ruolo di dirigente nei vari settori giovanili.

## Palmarès

### Competizioni nazionali
- Campionato italiano Serie C1: 2

Modena: 1985-1986
Reggiana: 1988-1989

### Competizioni internazionali
- Torneo Anglo-Italiano: 1

Modena: 1982